# Língua Wobé
Wobé (Ouobe) é uma língua Atlântico–Congoleaas, subgrupo da Kru falada por cerca de 156 mil pessoas na Costa do Marfim. È uma dentre as muitas línguas do continuums de dialeto chamado Wèè (Wɛɛ).

## Escrita
A língua usa o alfabeto latino sem as letras H, Q, V, X, Z, mas enriquecida pelas formas Kp, Kw, Gb, Ny, ɛ, ɔ, Ʊ,

## Tons
Wobé é conhecido por afirmar-se que essa língua tem o maior número de tons linguísticos (quatorze) de qualquer idioma do mundo. No entanto, isso não foi confirmado por outros pesquisadores, muitos dos quais acreditam que alguns deles serão sequências de tons ou efeitos prosódicos., embora as línguas Wèè em geral tenham sistemas de tons extraordinariamente grandes.
Os quatorze tons postulados são:
| IPA                  | ˥ | ˦ | ˧ | ˨ | ˧˥ | ˧˦ | ˨˥ | ˨˦ | ˨˧ | ˥˩ | ˦˩ | ˧˩ | ˨˩ | ˨˧˩ |
| Nº de tons conf. B&L | 1 | 2 | 3 | 4 | 31 | 32 | 41 | 42 | 43 | 15 | 25 | 35 | 45 | 435 |
| Ajustes de Newman    | 0 | 1 | 2 | 3 | 20 | 21 | 30 | 31 | 32 | 04 | 14 | 24 | 34 | 324 |

## Numerais
Wobe tem um sistema de numeração quinário, decimal, e é uma das duas únicas línguas Kru que adotaram o sistema decimal.

## Amostra de texto
Ba' taa -tyuu' nyo a plee oh'. -See -kooh' ɛ, -mɛ e sawon ke, nyo -nea 'sɔɔn 'moae-, ooh 'bɛɛ- 'on 'ɛ. -Wɛɛ ooh -wee ne 'o 'bloha- kpei". -Wɛe ba' taa -tyuu' 'ble ooh -poh'..
Português
A pantera inspira medo em todos. A aranha e o camaleão, ambos do mesmo tamanho, também são dominados pelo medo.